# Point of Know Return
Point of Know Return ist das fünfte Studioalbum der amerikanischen Progressive-Rockband Kansas, das 1977 veröffentlicht wurde. Das Album wurde 2002 remastert und auf CD neu aufgelegt.
Der Albumtitel, ebenso wie das gleichnamige erste Musikstück, ist ein Wortspiel auf den englischen Begriff point of no return (deutsch: Punkt ohne Wiederkehr), wobei hier no (für: ohne) zu know (etwa: wissentlich) wird, und somit die Bedeutung des Begriffes verändert wurde.

## Produktion
Die Aufnahmen zu Point of Know Return begannen im Juni 1977 im Studio in the Country, in Bogalusa, Louisiana, wo die beiden vorangegangenen Alben von Kansas aufgenommen wurden: Nachdem die Band im Juli mit technischen Problemen in diesem Studio zu kämpfen hatte, wurde die Produktion eines Großteils der Aufnahmen in den Woodland Studios in Nashville fortgeführt.
Der Songwriter und Sänger Steve Walsh verließ die Gruppe vorübergehend während der Aufnahme dieses Albums. In einem Interview in der wöchentlichen Radiosendung In Studio with Redbeard gestand er später, dass er sich zu diesem Zeitpunkt etwa wie eine Primadonna fühlte und von der Chance auf eine Solokarriere geblendet war.
Der siebte Titel Dust in the Wind gehört zu den populärsten Titeln von Kansas überhaupt. Die Gitarrenmelodie wurde von Kerry Livgren zunächst als Fingerübung zum Erlernen der Grifftechnik geschrieben. Seine Frau Vicci hört zu und bemerkte, dass die Melodie schön sei. Sie ermutigte ihn, einen Text dazu zu schreiben. Livgren war sich jedoch nicht sicher, ob es seinen Bandkollegen gefallen würde, da es stilistisch von dem bandtypischen Stil abwich. Er stellte es den Bandkollegen vor, und das Lied wurde angenommen.

## Titelliste
Das Album umfasst in der Originalfassung 10 Stücke mit je fünf Titeln je Schallplattenseite. Die CD-Version von 2002 beinhaltet zusätzlich zwei Bonus-Tracks.
| Nr. | Titel                     | Autor                                     | Länge |
| --- | ------------------------- | ----------------------------------------- | ----- |
| 01  | Point of Know Return      | Steve Walsh, Phil Ehart, Robby Steinhardt | 3:13  |
| 02  | Paradox                   | Kerry Livgren, Walsh                      | 3:50  |
| 03  | The Spider (Instrumental) | Walsh                                     | 2:05  |
| 04  | Portrait (He Knew)        | Livgren, Walsh                            | 4:38  |
| 05  | Closet Chronicles         | Walsh, Livgren                            | 6:31  |
| 06  | Lightning’s Hand          | Walsh, Livgren                            | 4:24  |
| 07  | Dust in the Wind          | Livgren                                   | 3:28  |
| 08  | Sparks of the Tempest     | Livgren, Walsh                            | 4:18  |
| 09  | Nobody’s Home             | Livgren, Walsh                            | 4:40  |
| 010 | Hopelessly Human          | Livgren                                   | 7:17  |

Bonustitel der CD-Version von 2002
| Nr. | Titel                                                                           | Autor          | Länge |
| --- | ------------------------------------------------------------------------------- | -------------- | ----- |
| 011 | Sparks of the Tempest (Live im Merriweather Post Pavilion, Columbia (Maryland)) | Livgren, Walsh | 5:17  |
| 012 | Portrait (He Knew) (Remix)                                                      | Livgren, Walsh | 4:50  |

Der Remix von Portrait (He Knew) der remasterten Ausgabe von 2002 ist der dritte Mix, der von diesem Song neu abgemischt wurde. Der erste Remix erschien auf der Original-Single, ein weiterer war auf der Bonus-Disc einer reinen Europa-Compilation aus den späten 1990er Jahren enthalten.

## Rezeption
Kritiker nahmen das Album vor allem wegen der Titel Point of Know Return und den von Albert Einstein handelnden Song Portrait (He Knew) kritisch auf. 1988, veröffentlichte Livgren auf dem Album Prime Mover seiner späteren Band AD eine neue Version als Portrait II. In dieser Songversion änderte er den Protagonisten von Einstein auf Jesus Christus. Ein weiterer Song, Closet Chronicles, eine Allegorie auf Howard Hughes, bescherte dem Album ebenfalls gemischte Kritiken. Das Musikmagazin Rolling Stone bescheinigt zwar, dass die Hinwendung zu Songs mit kürzerer Laufzeit funktionierte, jedoch die Texte nur „… ein fahler und lächerlicher Aufguss der Schnäppchen-Exotik der britischen Art-Rock-Gemeinde“ seien. Weiter kommentiert das Magazin, dass die Band zwar stark und zielstrebig spiele, ihr aber ein virtuoser Solist fehlt. AllMusic lobt „…das Zusammenspiel und die überlegene Musikalität von Kansas dies sowohl zu einer essentiellen Aufnahme des klassischen Rock als auch des Progressive Rock machen“, trotz ihres „veralteten Sounds“ und ihres Kampfes „ein gesundes Gleichgewicht des Fortschritts in Kombination mit Pop aufrechtzuerhalten“.
Point of Know Return war das mit mehr als vier Millionen Exemplaren das meistverkaufte Album von Kansas in den Vereinigten Staaten, es erreichte im Januar 1978 Platz vier der US Billboard-Charts.  Von der Recording Industry Association of America wurde das Album vier Mal mit Platin ausgezeichnet.

## Besetzung

### Band
- Steve Walsh – Orgel, Synthesizer, Vibraphon, Piano, Gesang (außer Lightning’s Hand), Begleitgesang, Perkussion
- Kerry Livgren – Synthesizer, Piano, Clavinet, Akustikgitarre, E-Gitarre, Perkussion
- Robby Steinhardt – Violine, Bratsche, Begleitgesang, Gesang bei Closet Chronicles, Lightning’s Hand, Sparks of the Tempest und Hopelessly Human
- Rich Williams – Akustikgitarre, E-Gitarren, Effektgeräte
- Dave Hope – Bassgitarre
- Phil Ehart – Schlagzeug, Pauken, Röhrenglocken, zusätzliche Percussions

Die Besetzungsliste des Albumeinlegers führte bei jedem Bandmitglied ein nicht existierendes Spaßinstrument auf: chain-driven gong (Kettenbetriebener Gong), autogyro (Tragschrauber), Rinaldo whistling machine (Rinaldo-Pfeifmaschine), und Peabody chromatic inverter (Peadbody-Chromatkinverter).

### Production
- Jeff Glixman – Produktion, Toningenieur, Abmischung bei Village Recorders, Los Angeles im August 1977. Produktion der Remastered Edition
- Terry Diane Becker – Weitere Abmischung
- George Marino – Audiomastering bei Sterling Sound, New York im September 1977
- Kansas – Arrangement und graphisches Konzept des Albumcovers
- Tom Drennon – Artdirector
- Peter Lloyd – Zeichnung des Schallplattencovers
- Rod Dyer – Design des Schallplatteninnenhülle
- Bob Maile – Kalligraphie
- Jeff Magid – Produktion der Remastered Edition